# Nikolaj Andreevič Dolgorukov
Principe Nikolaj Andreevič Dolgorukov, in russo Николай Андреевич Долгоруков? (1792 – 23 aprile 1847), è stato un generale russo.

## Biografia
Era il primogenito di Andrej Nikolaevič Dolgorukov (1772-1834), e di sua moglie, Elizaveta Nikolaevna Saltykova (1777-1855). Suo padre era un nipote del feldmaresciallo Vasilij Vladimirovič Dolgorukov, la madre era la nipote di Jakov Petrovič Šachovskij. Aveva nove fratelli: Ivan, Il'ja, Sergej, Vasilij, Dmitrij, Vladimir, Ekaterina, Marija e Aleksandra.

## Carriera
Intraprese la carriera militare nel 1806. Nel 1812 entrò nella milizia ed era sotto il generale d'artiglieria Pëtr Ivanovič Meller-Zakomel'skij.
Nel 1813 è stato rinominato tenente con il trasferimento reggimento Izmajlovskij, con il quale partecipò alla campagna nel 1813, alle battaglie di Dresda e Kulm e "per il grande coraggio dimostrato" venne promosso a tenente e la nomina di aiutante del conte Wittgenstein. Partecipò alla Battaglia di Lipsia.
Nel 1830 fu nominato aiutante generale dell'imperatore Nicola I. Nel 1831 fu nominato governatore militare della Bielorussia e pochi mesi dopo governatore militare di Vilnius e Hrodna. Nel 1833 venne promosso a tenente generale.
Nel 1840 fu nominato governatore di Poltava e di Char'kov, carica che ricoprì fino al 1847.

## Matrimoni

### Primo matrimonio
Sposò, in prime nozze, la principessa Marija Dmitrievna Saltykova (1795-1823), figlia del principe Dmitrij Nikolaevič Saltykov e di Anna Nikolaevna Leont'eva, nipote del generale feldmaresciallo Nikolaj Ivanovič Saltykov. Ebbero quattro figli:
- Dmitrij Nikolaevič (1815-1846);
- Nikolaj Nikolaevič (1817-1837);
- Aleksandr Nikolaevič (1819-1842);
- Anna Nikolaevna (1823-1845), sposò Grigorij Ivanovič Gagarin.

### Secondo matrimonio
Sposò, in seconde nozze, Ljucija Osipovna Varženeckaja, figlia dell'ex generale di brigata delle truppe polacche, Iosif Varženeckij. La coppia non ebbe figli.

## Morte
Morì il 23 aprile 1847.

## Onorificenze
| Controllo di autorità | VIAF (EN) 96151776766918010872 |